# AC Sparta Praha 2011/2012
Tento článek se podrobně zabývá sestavou a zápasy týmu AC Sparta Praha v sezoně 2011–2012. V té nedokázala uspět v evropských pohárech, ani získat ligový titul, když na jaře prohospodařila výrazný bodový náskok. V domácím poháru dokráčela až do finále, kde podlehla Olomouci.

## Průběh sezony
Na pozici prvního trenéra se přesunul Martin Hašek, Jozef Chovanec byl "upozaděn" na pozici generálního sportovního manažera. Do sezony vstupovala Sparta s velice kvalitním a nabitým kádrem. Její začátek byl na jedné straně poznamenán brzkým vypadnutím ze Evropské ligy (právě po vyřazení rumunským celkem FC Vaslui z evropských pohárů volala velká část divácké obce po Chovancově demisi), na druhé pak vítěznou sérií v domácí lize. Vítězná série, během níž Sparta zvítězila devětkrát v řadě a vytvořila rekord v počtu vítězství od startu ročníku (porazila obhájce titulu Plzeň i odvěkého rivala Slavii Praha), skončila vysokou domácí porážkou 0:3 s Libercem v 10. kole soutěže . Následně sice opět navázala vítězstvími na hřištích soupeřů, ale na domácí půdě už do konce podzimní části nezvítězila, ani nevstřelila gól. Přesto přezimovala na prvním místě s šestibodovým náskokem na druhý Liberec (Sparta měla 40 bodů, Slovan 34).
Nejvýraznější změnou před začátkem jarní části soutěže byl příchod Jaroslava Hřebíka na post generálního sportovního manažera, který nahradil Chovance. Na jeho popud opustily Letnou tradiční opory a oblíbenci fanoušků: Tomáš Řepka zamířil do Českých Budějovic, Jaromír Blažek do druholigové Jihlavy. Hřebík zapracoval do základní sestavy mladší hráče, ale výsledky Sparty nebyly dobré. Naopak ztratila bodový náskok, byla předběhnuta Libercem a bodově dotáhnuta Plzní. Nakonec se jí podařilo uhájit druhé místo, ale závěr sezony provázely protesty proti Hřebíkovi, které v posledním kole přerostly ve výtržnosti hooligans, které zapříčinily uzavření stadionu na začátku další sezony. V domácím poháru navíc ve finále podlehla Sigmě Olomouc 0:1.

## Soupiska
| #  | Pozice | Hráč                       |
| -- | ------ | -------------------------- |
| 1  | B      | Daniel Zítka               |
| 31 | B      | Tomáš Vaclík               |
| 26 | B      | Milan Švenger              |
| 3  | O      | Manuel Pamić               |
| 21 | O      | Erich Brabec               |
| 24 | O      | Vlastimil Vidlička         |
| 13 | O      | Ondřej Kušnír              |
| 20 | O      | Tomáš Zápotočný            |
| 5  | O      | Jakub Brabec               |
| 39 | O      | Jiří Jarošík               |
| 11 | O      | Martin Frýdek              |
| 18 | O      | Adam Jánoš                 |
| 5  | Z      | Mario Holek                |
| 7  | Z      | Libor Sionko               |
| 8  | Z      | Marek Matějovský (kapitán) |
| 11 | Z      | Martin Juhar               |

| #  | Pozice | Hráč              |
| -- | ------ | ----------------- |
| 27 | Z      | Luboš Hušek       |
| 37 | Z      | Peter Grajciar    |
| 22 | Z      | Josef Hušbauer    |
| 23 | Z      | Ladislav Krejčí   |
| 4  | Z      | Martin Abena      |
| 16 | Z      | Pavel Kadeřábek   |
| 28 | Z      | Zdeněk Folprecht  |
| 32 | Z      | Jan Sýkora        |
| 18 | Z      | Róbert Valenta    |
| 9  | Ú      | Léonard Kweuke    |
| 10 | Ú      | Miroslav Slepička |
| 14 | Ú      | Václav Kadlec     |
| 15 | Ú      | Andrej Kerić      |
| 6  | Ú      | Tomáš Přikryl     |

### Změny v kádru léto 2011
| Národnost | Jméno              | Odkud             | Poznámka            |
| --------- | ------------------ | ----------------- | ------------------- |
| Česko     | Vlastimil Vidlička | FK Teplice        | Po vypršení smlouvy |
| Slovensko | Martin Juhar       | MFK Košice        | Po vypršení smlouvy |
| Česko     | Miroslav Slepička  | GNK Dinamo Zagreb |                     |
| Slovensko | Róbert Valenta     | Zbrojovka Brno    | Návrat z hostování  |
| Slovensko | Ľuboš Kamenár      | FC Nantes         | Hostování s opcí    |
| Česko     | Jakub Brabec       | Viktoria Žižkov   |                     |
| Česko     | Luboš Adamec       | Juventus Turín    | do "B" týmu         |
| Česko     | Jakub Mareš        | FK Teplice        | Hostování s opcí    |
| Česko     | Milan Jirásek      | Inter Milán       | do "B" týmu         |
| Slovensko | Peter Grajciar     | Konyaspor         | 12 mil. Kč          |
| Česko     | Josef Hušbauer     | FC Baník Ostrava  |                     |
| Česko     | Jiří Jarošík       | Real Zaragoza     | Po vypršení smlouvy |

| Národnost | Jméno            | Kam                 | Poznámka                |
| --------- | ---------------- | ------------------- | ----------------------- |
| Česko     | Tomáš Pekhart    | 1. FC Norimberk     |                         |
| Kamerun   | Bondoa Adiaba    | DAC Dunajská Streda | Návrat z hostování      |
| Česko     | Ondřej Švejdík   | Dukla Praha         | Hostování               |
| Česko     | Jiří Kladrubský  | Slovan Bratislava   | 10 mil. Kč              |
| Česko     | Martin Zeman     | Admira Vídeň        | Hostování s opcí        |
| Slovensko | Miloš Lačný      | Slovan Bratislava   | Hostování do 31.12.2011 |
| Česko     | Pavel Kadeřábek  | Viktoria Žižkov     | Hostování               |
| Slovensko | Róbert Valenta   | 1. FK Příbram       | Hostování               |
| Česko     | David Pavelka    | 1.FC Slovácko       | Hostování               |
| Česko     | Jiří Skalák      | MFK Ružomberok      | Hostování               |
| Česko     | Kamil Vacek      | AC Chievo Verona    | 2 000 000 €             |
| Česko     | Zdeněk Folprecht | Viktoria Žižkov     | půl roční hostování     |

### Změny v kádru zima 2011
| Národnost  | Jméno            | Odkud                   | Poznámka              |
| ---------- | ---------------- | ----------------------- | --------------------- |
| Česko      | Tomáš Vaclík     | Viktoria Žižkov         | čtyřapůlletý kontrakt |
| Česko      | Mario Holek      | FC Dněpr Dněpropetrovsk | pětiletý kontrakt     |
| Česko      | Zdeněk Folprecht | Viktoria Žižkov         | Návrat z hostování    |
| Slovensko  | Róbert Valenta   | 1. FK Příbram           | Návrat z hostování    |
| Česko      | Pavel Kadeřábek  | Viktoria Žižkov         | Návrat z hostování    |
| Česko      | Tomáš Přikryl    | SK Sigma Olomouc        | pětiletý kontrakt     |
| Chorvatsko | Andrej Kerić     | FK Teplice              | Návrat z hostování    |

| Národnost | Jméno          | Kam                        | Poznámka                   |
| --------- | -------------- | -------------------------- | -------------------------- |
| Česko     | Lukáš Zich     | MFK Ružomberok             | Odchod po skončení smlouvy |
| Česko     | Jaromír Blažek | FC Vysočina Jihlava        | Předčasné ukončení smlouvy |
| Slovensko | Ľuboš Kamenár  | Spartak Trnava             | Hostování Z FC Nantes      |
| Česko     | Tomáš Řepka    | SK Dynamo České Budějovice | Předčasné ukončení smlouvy |
| Česko     | Jakub Podaný   | SK Sigma Olomouc           | Půl roční hostování s opcí |

## Návštěvnost
Sparta byla v průběhu podzimu nejnavštěvovanějším družstvem v lize celkem. Její průměrná domácí návštěva přesáhla 10 000 diváků (především díky zápasům z úvodu sezony), ale na hřištích soupeřů byla z hlediska návštěvnosti až druhá po Slavii Praha.
Na jaře byly návštěvy na Letné slabší, přesto celková průměrná domácí návštěva na Letné činila po konci sezony 10 322 diváků. Nejvíce jich přišlo na derby se Slavií (18 299), nejméně na poslední kolo na zápas proti Českým Budějovicím (6 157).
Na hřištích soupeřů byla i po konci sezony těsně druhá po Slavii. Celkem Sparta přilákala průměrně 7 035 diváků, nejvíce na derby v Edenu (16 516), nejméně na malé derby s Viktorií Žižkov (4 218).
Průměrná návštěva celkem byla 8 687 diváků, nejvíce v lize s výrazným náskokem před Slavií a Plzní (oba celky okolo 6 500 diváků v průměru). Průměrná ligová návštěvnost byla 4 710 diváků.

## Zápasy sezony 2011/12

### 1. Gambrinus liga
| Datum      | Soupeř                     | Výsledek | Stadion                                     | Diváci | Střelci Sparty |
| ---------- | -------------------------- | -------- | ------------------------------------------- | ------ | -------------- |
| 31/07/2011 | SK Dynamo České Budějovice | 4 - 2    | Střelecký ostrov, České Budějovice          | 6 029  |                |
| 07/08/2011 | FK Baumit Jablonec         | 2 - 1    | Letná, Praha                                | 9 913  |                |
| 14/08/2011 | 1.FC Slovácko              | 2 - 0    | Stadion Miroslava Valenty, Uherské Hradiště | 7 638  |                |
| 21/08/2011 | FC Hradec Králové          | 1 - 0    | Letná, Praha                                | 10 501 |                |
| 29/08/2011 | FC Viktoria Plzeň          | 2 - 0    | Štruncovy sady, Plzeň                       | 8 415  |                |
| 12/09/2011 | FK Viktoria Žižkov         | 4 - 1    | Letná, Praha                                | 10 601 |                |
| 19/09/2011 | FC Baník Ostrava           | 2 - 0    | Bazaly, Ostrava                             | 7 099  |                |
| 26/09/2011 | SK Slavia Praha            | 3 - 0    | Letná, Praha                                | 18 299 |                |
| 01/10/2011 | 1. FK Příbram              | 3 - 0    | Na Litavce, Příbram                         | 6 621  |                |
| 15/10/2011 | FC Slovan Liberec          | 0 - 3    | Letná, Praha                                | 12 305 |                |
| 24/10/2011 | FK Teplice                 | 1 - 0    | Na Stínadlech, Teplice                      | 5 950  |                |
| 29/10/2011 | FK Mladá Boleslav          | 0 - 3    | Letná, Praha                                | 7 307  |                |
| 05/11/2011 | SK Sigma Olomouc           | 1 - 0    | Andrův stadion, Olomouc                     | 8 094  |                |
| 21/11/2011 | Bohemians 1905             | 4 - 0    | Eden, Praha                                 | 4 382  |                |
| 25/11/2011 | FK Dukla Praha             | 0 - 0    | Letná, Praha                                | 7 454  |                |
| 03/12/2011 | FK Baumit Jablonec         | 4 - 2    | Střelnice, Jablonec nad Nisou               | 5 085  |                |
| 18/02/2012 | 1. FC Slovácko             | 1 - 0    | Letná, Praha                                | 8 362  |                |
| 24/02/2012 | FC Hradec Králové          | 0 - 1    | Všesportovní stadion, Hradec Králové        | 6 300  |                |
| 03/03/2012 | FC Viktoria Plzeň          | 1 - 3    | Letná, Praha                                | 17 895 |                |
| 09/03/2012 | FK Viktoria Žižkov         | 2 - 0    | Stadion FK Viktoria Žižkov, Praha           | 4 218  |                |
| 16/03/2012 | FC Baník Ostrava           | 2 - 0    | Letná, Praha                                | 12 618 |                |
| 24/03/2012 | SK Slavia Praha            | 1 - 1    | Eden, Praha                                 | 16 516 |                |
| 01/04/2012 | 1. FK Příbram              | 0 - 2    | Letná, Praha                                | 8 106  |                |
| 07/04/2012 | FC Slovan Liberec          | 3 - 1    | U Nisy, Liberec                             | 10 000 |                |
| 14/04/2012 | FK Teplice                 | 2 - 2    | Letná, Praha                                | 9 153  |                |
| 22/04/2012 | FK Mladá Boleslav          | 0 - 2    | Městský stadion, Mladá Boleslav             | 4 596  |                |
| 27/04/2012 | SK Sigma Olomouc           | 1 - 0    | Letná, Praha                                | 7 228  |                |
| 06/05/2012 | Bohemians 1905             | 1 - 0    | Letná, Praha                                | 8 934  |                |
| 09/05/2012 | FK Dukla Praha             | 1 - 1    | Na Julisce, Praha                           | 4 590  |                |
| 12/05/2012 | SK Dynamo České Budějovice | 3 - 0    | Letná, Praha                                | 6 157  |                |

### Ondrášovka Cup/Pohár České pošty

#### 2. kolo
| 1. září 2011 | TJ Jiskra Domažlice | 1 - 7 | AC Sparta Praha | Domažlice     |  |  |
|              |                     |       |                 | Diváci: 3 950 |  |  |
|              |                     |       |                 |               |  |  |

#### 3. kolo
| 2011 | FK Pardubice | 1 - 3 | AC Sparta Praha | Pardubice |  |  |
|      |              |       |                 |           |  |  |
|      |              |       |                 |           |  |  |

#### Osmifinále
| 1. zápas 19. října 2011 | 1. SC Znojmo | 1 - 4 | AC Sparta Praha                                             | Znojmo        |  |
| 15:30 CET               | Hnaníček 54' |       | 4' 84' Ladislav Krejčí 16' Peter Grajciar 86' Václav Kadlec | Diváci: 4.195 |  |
| Poznámky: Info o zápase |              |       |                                                             |               |  |

| Odveta 16. listopadu 2011 | AC Sparta Praha                                               | 3 - 0 (7 - 1 celkově) | 1. SC Znojmo | Stadion Sparty na Letné, Praha |  |
| 18:00 CET                 | Miroslav Slepička 36' Jakub Mareš 55' (pen) Václav Kadlec 84' |                       |              |                                |  |
| Poznámky: Info o zápase   |                                                               |                       |              |                                |  |